# Kath. St. Paulus
Die Kath. St. Paulus GmbH (Selbstbezeichnung: Kath. St. Paulus Gesellschaft) wurde zum 1. Juni 2021 durch den Zusammenschluss der Krankenhäuser und Einrichtungen der katholischen Träger Kath. St.-Johannes-Gesellschaft Dortmund gGmbH, Katholische St. Lukas Gesellschaft mbH Dortmund, Marienkrankenhaus Schwerte gem. GmbH und der Katholisches Klinikum Lünen-Werne GmbH gegründet.

## Unternehmensstruktur
Die Kath. St. Paulus Gesellschaft zählt mit 15 Standorten in fünf Städten, mit rund 8500 Mitarbeitern und interdisziplinären Kompetenzzentren zu den größten Gesundheits- und Sozialversorgern in Nordrhein-Westfalen. In dem medizinischen Netzwerk wird auf die wohnortnahe Versorgung an den Standorten in Castrop-Rauxel, Dortmund, Lünen, Werne und Schwerte gesetzt.
Die Eigentümer der vier Gründungsgesellschaften – Katholische Kirchengemeinden und Stiftungen aus den jeweiligen Städten – wurden anteilsmäßig Eigentümer der neuen Holding. Gleichberechtigt geführt wird die Holding durch drei Geschäftsführer der Gründungsgesellschaften, den Vorsitz im Aufsichtsrat übernimmt Martin Rehborn.
Auch die Trägergesellschaften firmieren ab sofort unter einer einheitlichen Bezeichnungsstruktur:
- SLG St. Paulus GmbH: vormals Katholische St. Lukas Gesellschaft mbH
- SJG St. Paulus GmbH: vormals Kath. St.-Johannes-Gesellschaft Dortmund gGmbH
- KLW St. Paulus GmbH: vormals Katholisches Klinikum Lünen/Werne GmbH
- MKS St. Paulus GmbH: vormals Marienkrankenhaus Schwerte gem. GmbH

## Einrichtungen
- St.-Josefs-Hospital Dortmund
- Katholisches Krankenhaus Dortmund-West
- St.-Rochus-Hospital Castrop-Rauxel
- St.-Lambertus-Pflegeeinrichtungen
- St.-Marien-Hospital Lünen
- St.-Christophorus-Krankenhaus Werne
- Marienkrankenhaus Schwerte – Goethestraße
- Marienkrankenhaus Schwerte – Schützenstraße
- St.-Johannes-Hospital Dortmund
- Ambulantes OP-Zentrum St. Johannes
- Marien-Hospital Dortmund-Hombruch
- St.-Elisabeth-Krankenhaus Dortmund-Kurl
- St.-Elisabeth-Altenhilfe Dortmund
- Christinenstift Dortmund
- St.-Josefinenstift Dortmund
- Jugendhilfe St. Elisabeth Dortmund
- MVZ St. Paulus GmbH